# I Will Survive (canción de Blue System)
I Will Survive (Sobreviviré) es el segundo sencillo del séptimo álbum de Blue System, Hello America. Es publicado en 1991 por Hanseatic M.V. y distribuido por BMG. La letra, música, arreglos y producción pertenecen a Dieter Bohlen. La coproducción estuvo a cargo de Luis Rodriguez.

## Sencillos
7" Single Hansa 115 304, 27.04.1992
1. I Will Survive (Radio Edit)		3:40
2. Hello America		3:58

12" Maxi Hansa 615 304, 27.04.1992
1. I Will Survive (Brand New Survival Mix)		4:28
2. I Will Survive (Radio Edit)		3:40
3. Hello America		3:58

CD-Maxi Hansa 665 304,	27.04.1992
1. I Will Survive (Radio Edit)		3:40
2. I Will Survive (Brand New Survival Mix)		4:28
3. Hello America		3:58

## Charts
La canción no entró en la lista alemana de sencillos, pero sí lo hizo en el chart austríaco donde permaneció 2 semanas no consecutivas entre mayo y junio de 1992. Alcanzó el #30 como máxima posición.
| Chart (1992) | Máxima posición |
| ------------ | --------------- |
| Austria      | 30              |

## Créditos
- Composición - Dieter Bohlen
- Productor, arreglos - Dieter Bohlen
- Coproductor - Luis Rodriguez
- Diseño - Ariola, a·r·t·p·o·o·l
- Dirección de arte - Thomas Sassenbach
- Fotografía - Fryderyk Gabowicz